# Jason Ayers
Jason Ayers (nacido el 13 de enero de 1982 en Havelock, Carolina del Norte, Estados Unidos) es un árbitro de lucha libre profesional que actualmente trabaja para la WWE.

## Carrera

### Inicios (1998–2012)
Ayers inició su carrera como árbitro en luchas de empresas independientes en 1998, con Hoosier Pro Wrestling en Columbus, Indiana, bajo el nombre de Jason Harding.
En mayo de 2005, Ayers se convirtió en árbitro de Ring of Honor en Nowhere to Run, arbitrando la lucha entre James Gibson y B.J. Whitmer. Ayers abandonó Ring of Honor en septiembre de 2007. En julio de 2006, Ayers hizo su debut en Japón con Dragon Gate de la Pro Wrestling durante la WrestleJAM tour. El tour invitó a varias estrellas de Ring of Honor, incluyendo a Austin Aries, Matt Sydal, y varios más. Luego de que abandonara ROH en 2007, Jason se inició en Micro Wrestling Federation.
En enero de 2010, Jason trabajó en Dragon Gate USA y Evolve, arbitrando a Davey Richards vs. Kota Ibushi en el combate principal del debut del evento EVOLVE. Trabajando en ambas compañías, siendo el árbitro principal de ambas de todos los eventos hasta noviembre de 2011.

### World Wrestling Entertainment (2012–presente)
En febrero de 2012, Ayers firmó contrato con WWE, comenzó a arbitrar en Florida Championship Wrestling a principios de marzo. En 2012, la FCW fue clausurada y se inició NXT Wrestling, y Ayers se convirtió en árbitro principal.
Ayers arbitró la final del torneo por el Campeonato en Parejas de la NXT, coronando a los primeros campeones, Adrian Neville y Oliver Grey el 13 de enero de 2013. El 2 de mayo, Ayers arbitró la lucha entre Luke Harper y Erick Rowan vs. Neville y Bo Dallas en donde Harper y Rowan se convirtieron en Campeones en Parejas de la NXT. Ayers debutó en Raw el 6 de agosto, arbitrando la lucha entre Kaitlyn y Layla.
Jason arbitró en las luchas del máximo evento, WrestleMania XXX por el André the Giant Memorial Battle Royal y en WrestleMania 31 por las luchas del André the Giant Memorial Battle Royal y el del Campeonato Intercontinental en un Ladder Match.